# Orimarga virgo
Orimarga virgo är en tvåvingeart som först beskrevs av Zetterstedt 1851.  Orimarga virgo ingår i släktet Orimarga och familjen småharkrankar. Arten är reproducerande i Sverige. Inga underarter finns listade i Catalogue of Life.